# Kabinet-Baden
Dit artikel geeft een overzicht van het kabinet onder Max van Baden (5 oktober 1918 - 9 november 1918) in het Duitse Keizerrijk onder keizer Wilhelm II. Prins Max verklaarde op 9 november 1918 de troonsafstand van Wilhelm II en benoemde Friedrich Ebert tot rijkskanselier.
| Functie            | Persoon               | Van       | Tot        |
| ------------------ | --------------------- | --------- | ---------- |
| Rijkskanselier     | Max van Baden         | 5-10-1918 | 9-11-1918  |
| Buitenlandse Zaken | Wilhelm Solf          | 5-10-1918 | 13-12-1918 |
| Binnenlandse Zaken | Karl Trimborn         | 7-10-1918 | 9-11-1918  |
| Financiën          | Siegried von Roedern  | 5-10-1918 | 9-11-1918  |
| Justitie           | Paul Georg von Krause | 5-10-1918 | 9-11-1918  |
| Marine             | Paul Benke            | 7-10-1918 | 9-11-1918  |
| Post               | Otto Rudlin           | 5-10-1918 | 9-11-1918  |
| Koloniën           | Wilhelm Solf          | 5-10-1918 | 9-11-1918  |